# Рамсей, Эбба
Эбба Густава Рамсей, урождённая Карстрём (швед. Ebba Gustava Ramsay; 1 октября 1828, Стокгольм — 29 октября 1922, Йёнчёпинг) — шведская писательница, переводчица и филантроп.

## Биография и творчество
Эбба Густава Карстрём родилась в 1828 году в Стокгольме, в семье Вильгельма Сведина Карстрёма и Каролины Катарины Альмквист. Она получила строгое религиозное воспитание. Окончив школу, Эбба изучала языки, а также училась музыке в институте Адольфа Линдблада. Кроме того, она обучалась рисованию и живописи. Когда ей исполнилось 19 лет, семья переехала в Гётеборг, и там Эбба устроилась секретарём в обществе, оказывавшем поддержку матерям-одиночкам.
Во взрослой жизни Эбба продолжала сохранять связь с религией и была близка к движению ривайвелизма, что дало ей возможность познакомиться с писательницами Бетти Эренборг-Поссе и Матильдой Фой. Втроём они вошли в число первых в Швеции учителей воскресных школ. Кроме того, Эбба занималась миссионерской деятельностью в Йёнчёпинге, где жила с 1860 года вместе со своим мужем Карлом Магнусом Рамсей.
Эбба Рамсей много занималась благотворительной деятельностью, в частности, помощью детям с физическими недостатками. В 1860 году она открыла начальную школу в Йёнчёпинге, а в 1874 году — детский дом для детей с различными заболеваниями, преимущественно эпилепсией. Позднее она, вместе с принцессой Евгенией, основала в Стокгольме общество помощи больным детям (Eugeniahemmet).
Эбба Рамсей также много писала и переводила, в основном в рамках христианской тематики. Её первым опубликованным произведением стал поэтический сборник «Sanning och dikt. Pennritningar från Skärgården» (1854). После 1970 года она опубликовала около ста различных сочинений, под псевдонимом E. R-y. В основном они представляли собой брошюры на религиозные темы для воскресных школ, а также по вопросам детского здоровья и ухода за больными эпилепсией. Кроме того, Эбба Рамсей писала биографии, баллады и сказки, а за год до смерти издала книгу мемуаров «Från mina barndomsdagar 1828—1845». Она также много переводила с английского, французского и немецкого языков: как религиозную литературу, так и художественные произведения.
Эбба Рамсей умерла в Йёнчёпинге в 1922 году.